# Gustavo Arturo Torres
Gustavo Arturo Torres ist ein argentinischer Diplomat.
2012 war er an der argentinischen Botschaft in Washington, D.C. tätig.
2019 wurde Torres vom argentinischen Präsidenten Mauricio Macri mit Dekret 538/2019 zum argentinischen Botschafter in Indonesien ernannt. Seine Akkreditierung übergab Torres an Indonesiens Präsident Joko Widodo am 20. November 2019. Ungewöhnlich für die argentinische Politik wurde Torres mit dem Regierungswechsel in Argentinien nicht abberufen, sondern vom neuen Präsidenten Alberto Fernández mit Dekret 328/2021 sogar zusätzlich zum argentinischen Botschafter in Osttimor ernannt. Aufgrund der Corona-Pandemie übergab Torres seine Zweitakkreditierung an Osttimors Staatspräsident Francisco Guterres am 11. November 2021 per Videokonferenz. Auf demselben Weg lief auch die Übergabe der Akkreditierung von Torres als Vertreter Argentiniens bei den ASEAN am 20. September 2021. Torres blieb bis 2023 in Jakarta.